# Balneologie

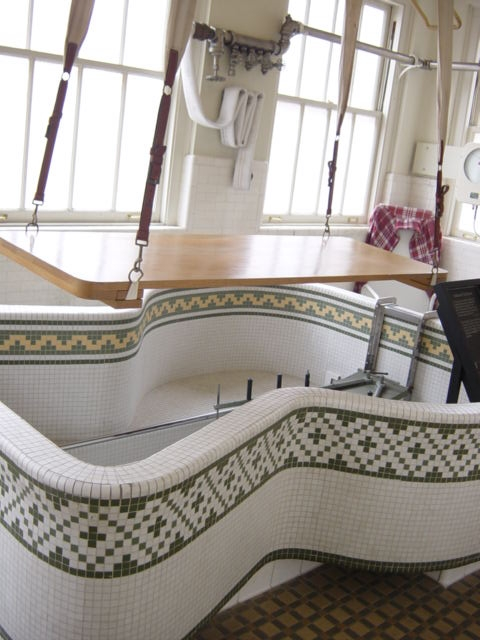
Lázně Hot Springs v americkém státě Arkansas

Balneologie je nauka o léčivých vodách, lázních a jejich účincích na lidský organismus. Léčba na ní založená se nazývá balneoterapie.
Balneologický efekt je pak lidově řečeno rozmočená kůže (nejčastěji známe rozmočené konečky prstů). Rozmočená kůže se roztáhne a může přijímat více látek z vody – v bazénu například jód, v přírodě toxiny sinic.
Navzdory popularitě lázní, jejich efektivita jako terapie není dostatečně prokázaná. Moderní lázeňská péče však zahrnuje i procedury s ověřenými účinky, například rehabilitace, cvičení a masáže.

## Historie
- Václav Payer z Lokte (1488 – 1537) středověký český lékař a balneolog, vydal roku 1522 v latině psaný spis pojednávající o léčbě vodou v Karlových Varech – Tractatus de Termis Caroli Quarti Imperatoris, kde kromě koupelí doporučil i pití zřídelních karlovarských vod.[3]
- Tomáš Jordán z Klausenburku (1540 – 1585) vydal roku 1580 základní balneologické dílo Kniha o přirozených vodách hojitedlných nebo teplicech moravských. O vodě ve Velkých Losinách psal jako o „královně moravských léčivých vod“.[3]
- Jan Ferdinand Hertod z Todenfeldu vydal v roce 1669 první písemnou zprávu o chemickém složení luhačovické vody, popsal způsob pitné léčby a úspěšné výsledky léčení. Roku 1792 dal jméno prameni v Luhačovicích – Vincentka.[3]
- Dr. David Becher (1725 – 1792) modernizoval metody karlovarské balneologie. Provedl chemický rozbor karlovarské vody a přičinil se také o výrobu vřídelní soli v roce 1764. Byl průkopníkem v omezování pitné kúry na přibližně 2 litry denně. Prosazoval také pití vody přímo u pramene, stejně tak jako časté procházky v průběhu léčby. Důsledkem bylo budování kolonád, promenád a změně způsobu lázeňského života.[3]
- Jan Josef Nehr (1752 – 1820 ) český lékař a zakladatel lázeňství v Mariánských Lázních.[3]
- Dr. Bernhard Vinzenz Adler (1753 – 1810) je vnímán jako zakladatel Františkových Lázní a průkopník lázeňství v západních Čechách.[3]
- Vincenc Priessnitz (1799 – 1851) založil roku 1822 první vodoléčebný ústav na světě, když dal přestavět rodný dům v Gräfenberku – dnes Lázně Jeseník, a v přízemí umístil necky.[3]
- Docent Jan Špott (1813–1888) byl zakladatelem české balneologie.[?zdroj?] V roce 1837 promoval na pražské lékařské fakultě jako docent tělesné výchovy. Habilitoval z vodoléčitelství. Byl spoluzakladatelem Spolku českých lékařů a Časopisu lékařů českých. V roce 1848 byl členem Národní obrany a za svou účast na českém Repealu prošel rakouskými věznicemi. Publikoval práce o léčebném tělocviku i z dějin lékařství:[4][5]
  - Staré vodní lázně české (1865)
  - Nástin vývinu umění lékařského v Čechách do století XVII. (1880)
  - K literatuře morové (1881)
  - Lékařství z doby pohanské v Čechách až do r. 875 (1883)
  - Lékařství z doby krále Karla a Václava (1883)
  - Lékařové a lékařství za krále Sigmunda a válek husitských (1883)
  - Lékařství a lékařové od r. 1438 do r. 1500 (1883)
  - Lékařství a lékařové v 16. století (1883)
  - Příspěvek k dějinám ranlékařství v Čechách (1885)
  - Holičové (1887)
  - Lazebníci (1888)

- Václav Hucek (1820 – 1912) český učitel a kronikář, který se podílel na vybudování lázní v Třeboni. Třeboňské rašelinové Bertiny lázně jsou pojmenovány podle jeho dcery Berty Huckové.[3]
- Profesor MUDr. Václav Libenský byl český lékař, průkopník kardiologie a profesor Lékařské fakulty Univerzity Karlovy v Praze, který založil Československou kardiologickou společnost a v Poděbradech Vyšetřovací a léčebný ústav (se zahájením provozu  25. dubna 1926 byl prvním svého druhu v tehdejším Československu) a Nový vyšetřovací a léčebný ústav (dokončen roku 1932 po přestavbě Hyrossova zámečku).[3]
- Profesor MUDr. Vladimír Mladějovský byl na začátku 20. století prvním českým profesorem balneologie na UK v Praze. Třicet let, 1902–1932, vedl léčbu a působil v Mariánských lázních. V roce 1907 napsal první učebnici balneologie a hydroterapie. V roce 1923 vydal učebnici klimatologie a balneologie. Prosazoval vědecké metody výzkumu účinků lázeňské léčby. Navrhoval sjednocení nomenklatur vod a peloidů, včetně jednotných postupů ve snaze dokázat obecnou platnost (objektivizaci) jejich efektů. V roce 1926 poprvé označil přírodní minerální vodu ve vztahu k provedeným chemickým analýzám jako léčivou.[3][6]